# 巳六段
巳六段（みろくだん）は、福島県郡山市に所在する町丁である。郵便番号は963-0119。

## 地理
郡山市南部の行政区である安積町に属する。東で安積北井、南西から南にかけ安積荒井、西から北にかけ安積町荒井とそれぞれ隣接する。荒井北井土地区画整理事業が実施された区域のうち内環状線以西、郡山南インター線以北を範囲とする。幹線道路沿いに店舗が立ち並び、その裏手に住宅地が広がる。久留米三丁目に所在する郡山警察署久留米交番、および安積二丁目に所在する郡山消防署安積分署がそれぞれ管轄にあたる。

## 沿革
- 2018年6月30日 - 荒井北井土地区画整理事業の換地処分により安積町荒井より分離新設される。

## 世帯数と人口
2024年1月1日現在の世帯数と人口は以下の通りである。
| 大字   | 世帯数  | 人口  |
| ------ | ------- | ----- |
| 巳六段 | 214世帯 | 521人 |

## 小・中学校の学区
市立小・中学校に通う場合、学区は以下の通りとなる。
| 番地 | 小学校             | 中学校             |
| ---- | ------------------ | ------------------ |
| 全域 | 郡山市立柴宮小学校 | 郡山市立安積中学校 |

## 交通

### 道路
- 一級市道30号荒井八山田線
  - 内環状線
  - 郡山南インター線

## 施設等
- 東邦銀行 郡山荒井支店
- セブンイレブン 郡山荒井店
- ワークマンプラス 郡山荒井店
- 巳六段公園